# Alegorie (Filippino Lippi)
Alegorie je obraz italského renesančního mistra Filippina Lippiho, namalovaný v roce 1498. Nyní je umístěn v galerii Uffizi ve Florencii. Obraz byl během doby připisován různým umělcům, od Leonarda da Vinci až po neznámého umělce. 

## Popis obrazu
Scéna se odehrává v přírodě, na kopci s městem Florencie v pozadí. Ukazuje muže, jejichž nohy ovíjí had. Hlava hada u ležícího muže se obrací k postavě sedící pod stromem. Ten je oblečen do červeného pláště a v ruce drží několik blesků. Vedle stojícího muže je malý hranostaj jako symbol čistoty.
Obě postavy, ležící i stojící jsou identické. Z úst hada ovíjecího nohy ležícího muže vychází nápis:
„NULLA DETERIOR PESTIS QUAM FAMILIARIS INIMICUS“ („Nic není nebezpečnější než rodinný nepřítel“). Nápis směřuje ke starci.
Téma bylo různě interpretováno: jako alegorie příběhu Láokoóna, příběhu o dvou znepřátelených bratřích. Jiná teorie říká, že téma naráží na čas občanských válek, které následovaly po pádu Girolama Savonaroly ve Florencii. Poslední verze je podpořena skutečností, že v renesančním umění mělo zobrazení známého města, v tomto případě Florencie, svůj význam. Muž v červeném plášti je Bůh nebo Jupiter; v případě Jupitera by muž, který se k němu blíží alegorií pohanství, had je symbolem ďábla, kterého muž v červeném plášti usmrtí. 